# Diphyscium calcareum
Diphyscium calcareum là một loài rêu trong họ Buxbaumiaceae. Loài này được Dixon mô tả khoa học đầu tiên năm 1932.